# Cent vint-i-tres
El nombre 123 (CXXIII) és el nombre natural que segueix el nombre 122 i precedeix el nombre 124.
La seva representació binària és 1111011, la representació octal 173 i l'hexadecimal 7B.
La seva factorització en nombres primers és 3×41; altres factoritzacions són 1×123 = 3×41; és un nombre 2-gairebé primer: 3 X 41 = 123. És un nombre de Lucas.